# Fábiánháza, Szabolcs-Szatmár-Bereg
Fábiánháza  este un sat în districtul Mátészalka, județul Szabolcs-Szatmár-Bereg, Ungaria, având o populație de 1.819 locuitori (2011). 

## Demografie
Componența etnică a satului Fábiánháza
     Maghiari (87,97%)
     Romi (12,03%)
Componența confesională a satului Fábiánháza
     Reformați (57,23%)
     Greco-catolici (16,6%)
     Romano-catolici (3,9%)
     Fără religie (2,09%)
     Necunoscută (20,18%)
     Alte religii (6,43%)
Conform recensământului din 2011, satul Fábiánháza avea 1.819 locuitori. Din punct de vedere etnic, majoritatea locuitorilor (87,97%) erau maghiari, cu o minoritate de romi (12,03%).  Din punct de vedere confesional, majoritatea locuitorilor (57,23%) erau reformați, existând și minorități de greco-catolici (16,6%), romano-catolici (3,9%) și persoane fără religie (2,09%). Pentru 20,18% din locuitori nu este cunoscută apartenența confesională.